# KNM-ER 42700
KNM-ER 42700 es el nombre de catálogo de un cráneo parcial fósil de Homo erectus, de una antigüedad de 1,55 millones de años (dentro del Calabriense), hallado por Kyalo Manthi, parte del equipo de Meave Leakey en 2000 en la formación Koobi Fora, Kenia, publicado en 2007 por F. Spoor, M. Leakey et al. (2007)
Las iniciales KNM del nombre corresponden a Kenya National Museum (ahora conocido como National Museums of Kenya) y ER al yacimiento paleontológico del este del lago Turkana, East [lago] Rudolf (antiguo nombre del lago Turkana).

## Taxonomía y descripción
El fósil es un cráneo al que le falta la mandíbula inferior y los huesos faciales.
El cráneo pertenece a un adulto joven o un sub adulto, sin llegar a adulto, basado en el toro supraorbital y otras características, con una capacidad craneal similar a la de los Homo habilis, pero de morfología similar a erectus. Estas dos especies convivieron lo que podría hacer descartar la anagénesis. La gran variabilidad de tamaños cerebrales dentro de H. erectus puede deberse a dimorfismo más acusado de lo pensado o simplemente a una especie con características con márgenes de magnitud grandes. Un estudio de 2015 no pudo obtener un resultado definitivo a este respecto, barajando la opción de encuadrarlo entre erectus y humanos modernos, si bien, el resultado puede estar influenciado por la juventud del espécimen y los pocas muestras usadas de H. erectus.